# Ad van Kempen
Ad van Kempen (Tilburg, 12 juli 1944) is een Nederlandse acteur die hoofdrollen speelde in Theo van Goghs 06 en Martin Koolhovens 'n Beetje Verliefd. Hij had ook een rol in de film Oorlogswinter.
In de politieserie Van Speijk speelde hij de rol van vloekende zwerver Jules. Ook speelde hij een gastrol in Flikken Maastricht, als pastor.
Voor zijn hoofdrol in 'n Beetje Verliefd werd Van Kempen bekroond op het filmfestival van Pinamar in Argentinië.
Volgens de jury vertolkte Van Kempen de rol van opa Thijs, die na de dood van zijn vrouw probeert open te staan voor een nieuwe relatie, met 'grote kwetsbaarheid en een groot gevoel voor humor'.
Van Kempen was tussen 2010 en 2011 samen met Genio de Groot en Wivineke van Groningen te zien  in een toneelstuk over Sherlock Holmes, met de titel Sherlock Holmes en de hond van de Baskervilles. 

## Toneel
- Sherlock Holmes (2010-2011) (regie: Bruun Kuijt)

## Film
- Met alleen het geweten als meester - Evert van Voorhuizen (1974)
- De laatste trein (1975)
- Mijn idee: verdacht - winkelchef (1988)
- 06 - Thomas Venema (1994)
- De verstekeling- Kapitein (1997)
- Quidam, Quidam - Sjerrie (1999)
- Missing Link - Innkeeper (1999)
- Jacky - Real estate agent (2000)
- Gloria (2000)
- Kwade Reuk (2002)
- Loenatik - De moevie (2002)
- Canada - Pastoor (2004)
- 'n beetje verliefd - Thijs (2006)
- Ernst, Bobbie en de geslepen Onix - Miljonair (2007)
- Oorlogswinter - Schafter (2008)
- Schattebout - Koos (2009)
- Breuk - Kees Kramers (2010)
- New Kids Turbo - Boer (2010)
- Ernst, Bobbie en het geheim van de Monta Rossa - Frits (2010)
- Making Of - Aart (2011)
- Bluf - De Generaal (2011)
- Doodslag - Ger Hendriksen (2012)
- De Club van Sinterklaas & Het Geheim van de Speelgoeddokter - Fritz (2012)
- Bonestorm - De Don (2012)
- Nooit te oud - Cor Mantel(2013)
- Oorlogsgeheimen - Witteman (2014)
- Ron Goossens, Low Budget Stuntman - Wim (2017)

## Televisie
- 12 steden, 13 ongelukken - Ben,Tom (1993,1996)
- Unit 13 - Swager (1996-1997)
- Het souterrain - Karel Veldman (1998)
- Westenwind - Willie Kofferman (1999)
- Baantjer - Cor Sturkenboom (20 oktober 2000)
- Russen - patholoog-anatoom (2000-2004)
- Het Glazen Huis - Ruud Morré (2004)
- Spoorloos Verdwenen - John Dort (2006)
- Van Speijk - Jules (2006-2007)
- Wolfseinde - Rinus Swart 2008-2010
- XMIX - Brigadier (2009-2011)
- Lijn 32 - Vader Saskia (2012)
- Koen Kampioen - Dhr. Waser (2012)
- Jeuk - Vader Ad (2014)
- Heer & Meester - Pater Groenink (2014)
- Dokter Tinus - Jan (2014, 1 aflevering)
- B.A.B.S. - stamgast (2017, 1 aflevering)
- Het geheime dagboek van Hendrik Groen - Antoine Travemundi (2017-2019)

## Hoorspel
- Bommel - professor Sickbock